# قائمة النقود المعدنية المغربية (سنتيم)
هذه قائمة النقود المعدنية المغربية (سنتيم) وهي تشمل الإصدارات النقدية المعدنية من فئة "سنتيم" الصادرة في المملكة المغربية، وكان أول إصدار لها في عام 1974، يتكون الدرهم المغربي من 100 سنتيم.

## تاريخ
في سنة 1974، أصدر بنك المغرب السنتيم، ليحل محل الفرنك، كجزء من الدرهم.

## الفئات المتداولة

#### 1 سنتيم
| \| \|                            | \| \|                            | \| \|                          | \| \|                          | \| \| |
| -------------------------------- | -------------------------------- | ------------------------------ | ------------------------------ | ----- |
| 1 سنتيم مغربي معدني (1974)       |                                  |                                |                                |       |
| الوجه : 1394 - 1974 1 سنتيم واحد | الوجه : 1394 - 1974 1 سنتيم واحد | العكس : المملكة المغربية       | العكس : المملكة المغربية       |       |
| الكتلة 0.7 غ                     | المعدن ألمونيوم                  | القطر 17 مم                    | السُمك 1.4 مم                   |       |
| المصمم(ون)                       | المصمم(ون)                       | الحواف ملساء                   | الحواف ملساء                   |       |
| الطرازات 1974                    | الطرازات 1974                    | القيمة الاسمية 0.01 درهم مغربي | القيمة الاسمية 0.01 درهم مغربي |       |
|                                  |                                  |                                |                                |       |

| \| \|                            | \| \|                            | \| \|                          | \| \|                          | \| \| |
| -------------------------------- | -------------------------------- | ------------------------------ | ------------------------------ | ----- |
| 1 سنتيم مغربي معدني (1987)       |                                  |                                |                                |       |
| الوجه : 1407 - 1987 1 سنتيم واحد | الوجه : 1407 - 1987 1 سنتيم واحد | العكس : المملكة المغربية       | العكس : المملكة المغربية       |       |
| الكتلة 0.7 غ                     | المعدن ألمونيوم                  | القطر 17 مم                    | السُمك 1.4 مم                   |       |
| المصمم(ون)                       | المصمم(ون)                       | الحواف ملساء                   | الحواف ملساء                   |       |
| الطرازات 1987                    | الطرازات 1987                    | القيمة الاسمية 0.01 درهم مغربي | القيمة الاسمية 0.01 درهم مغربي |       |
|                                  |                                  |                                |                                |       |

#### 5 سنتيم
| \| \|                             | \| \|                             | \| \|                          | \| \|                          | \| \| |
| --------------------------------- | --------------------------------- | ------------------------------ | ------------------------------ | ----- |
| 5 سنتيم مغربي معدني (1974)        |                                   |                                |                                |       |
| الوجه : 1394 - 1974 5 خمس سنتيمات | الوجه : 1394 - 1974 5 خمس سنتيمات | العكس : المملكة المغربية       | العكس : المملكة المغربية       |       |
| الكتلة 2 غ                        | المعدن نحاس-ألمنيوم-نيكل          | القطر 17.5 مم                  | السُمك 1.25 مم                  |       |
| المصمم(ون)                        | المصمم(ون)                        | الحواف ملساء                   | الحواف ملساء                   |       |
| الطرازات 1974                     | الطرازات 1974                     | القيمة الاسمية 0.05 درهم مغربي | القيمة الاسمية 0.05 درهم مغربي |       |
|                                   |                                   |                                |                                |       |

| \| \|                             | \| \|                             | \| \|                          | \| \|                          | \| \| |
| --------------------------------- | --------------------------------- | ------------------------------ | ------------------------------ | ----- |
| 5 سنتيم مغربي معدني (1987)        |                                   |                                |                                |       |
| الوجه : 1407 - 1987 5 خمس سنتيمات | الوجه : 1407 - 1987 5 خمس سنتيمات | العكس : المملكة المغربية       | العكس : المملكة المغربية       |       |
| الكتلة 2 غ                        | المعدن نحاس-ألمنيوم-نيكل          | القطر 17.5 مم                  | السُمك 1.2 مم                   |       |
| المصمم(ون)                        | المصمم(ون)                        | الحواف ملساء                   | الحواف ملساء                   |       |
| الطرازات 1987                     | الطرازات 1987                     | القيمة الاسمية 0.05 درهم مغربي | القيمة الاسمية 0.05 درهم مغربي |       |
|                                   |                                   |                                |                                |       |

| \| \|                             | \| \|                                     | \| \|                          | \| \|                          | \| \| |
| --------------------------------- | ----------------------------------------- | ------------------------------ | ------------------------------ | ----- |
| 5 سنتيم مغربي معدني (2002)        |                                           |                                |                                |       |
| الوجه : 2002 - 1423 5 خمس سنتيمات | الوجه : 2002 - 1423 5 خمس سنتيمات         | العكس : المملكة المغربية       | العكس : المملكة المغربية       |       |
| الكتلة 2 غ                        | المعدن النحاس والألومنيوم والزنك والقصدير | القطر 17.5 مم                  | السُمك 1.5 مم                   |       |
| المصمم(ون)                        | المصمم(ون)                                | الحواف ملساء                   | الحواف ملساء                   |       |
| الطرازات 2002                     | الطرازات 2002                             | القيمة الاسمية 0.05 درهم مغربي | القيمة الاسمية 0.05 درهم مغربي |       |
|                                   |                                           |                                |                                |       |

#### 10 سنتيم
| \| \|                              | \| \|                              | \| \|                         | \| \|                         | \| \| |
| ---------------------------------- | ---------------------------------- | ----------------------------- | ----------------------------- | ----- |
| 10 سنتيم مغربي معدني (1974)        |                                    |                               |                               |       |
| الوجه : 1394 - 1794 10 عشر سنتيمات | الوجه : 1394 - 1794 10 عشر سنتيمات | العكس : المملكة المغربية      | العكس : المملكة المغربية      |       |
| الكتلة 3 غ                         | المعدن نحاس-ألمنيوم-نيكل           | القطر 20 مم                   | السُمك 1.43 مم                 |       |
| المصمم(ون)                         | المصمم(ون)                         | الحواف مسكوكة                 | الحواف مسكوكة                 |       |
| الطرازات 1974                      | الطرازات 1974                      | القيمة الاسمية 0.1 درهم مغربي | القيمة الاسمية 0.1 درهم مغربي |       |
|                                    |                                    |                               |                               |       |

| \| \|                              | \| \|                              | \| \|                         | \| \|                         | \| \| |
| ---------------------------------- | ---------------------------------- | ----------------------------- | ----------------------------- | ----- |
| 10 سنتيم مغربي معدني (1987)        |                                    |                               |                               |       |
| الوجه : 1987 - 1407 10 عشر سنتيمات | الوجه : 1987 - 1407 10 عشر سنتيمات | العكس : المملكة المغربية      | العكس : المملكة المغربية      |       |
| الكتلة 3 غ                         | المعدن نحاس-ألمنيوم-نيكل           | القطر 20 مم                   | السُمك 1.28 مم                 |       |
| المصمم(ون)                         | المصمم(ون)                         | الحواف مسكوكة                 | الحواف مسكوكة                 |       |
| الطرازات 1987                      | الطرازات 1987                      | القيمة الاسمية 0.1 درهم مغربي | القيمة الاسمية 0.1 درهم مغربي |       |
|                                    |                                    |                               |                               |       |

| \| \|                              | \| \|                                     | \| \|                         | \| \|                         | \| \| |
| ---------------------------------- | ----------------------------------------- | ----------------------------- | ----------------------------- | ----- |
| 10 سنتيم مغربي معدني (2002)        |                                           |                               |                               |       |
| الوجه : 2002 - 1423 10 عشر سنتيمات | الوجه : 2002 - 1423 10 عشر سنتيمات        | العكس : المملكة المغربية      | العكس : المملكة المغربية      |       |
| الكتلة 3 غ                         | المعدن النحاس والألومنيوم والزنك والقصدير | القطر 20 مم                   | السُمك 1.43 مم                 |       |
| المصمم(ون)                         | المصمم(ون)                                | الحواف مسكوكة                 | الحواف مسكوكة                 |       |
| الطرازات 2002                      | الطرازات 2002                             | القيمة الاسمية 0.1 درهم مغربي | القيمة الاسمية 0.1 درهم مغربي |       |
|                                    |                                           |                               |                               |       |

| \| \|                              | \| \|                              | \| \|                         | \| \|                         | \| \| |
| ---------------------------------- | ---------------------------------- | ----------------------------- | ----------------------------- | ----- |
| 10 سنتيم مغربي معدني (2011)        |                                    |                               |                               |       |
| الوجه : 2011 - 1432 10 عشر سنتيمات | الوجه : 2011 - 1432 10 عشر سنتيمات | العكس : المملكة المغربية      | العكس : المملكة المغربية      |       |
| الكتلة 3 غ                         | المعدن نحاس أصفر مطلي فولاذ        | القطر 20 مم                   | السُمك 1.4 مم                  |       |
| المصمم(ون)                         | المصمم(ون)                         | الحواف مسكوكة                 | الحواف مسكوكة                 |       |
| الطرازات 2011                      | الطرازات 2011                      | القيمة الاسمية 0.1 درهم مغربي | القيمة الاسمية 0.1 درهم مغربي |       |
|                                    |                                    |                               |                               |       |

| \| \|                              | \| \|                              | \| \|                         | \| \|                         | \| \| |
| ---------------------------------- | ---------------------------------- | ----------------------------- | ----------------------------- | ----- |
| 10 سنتيم مغربي معدني (2012)        |                                    |                               |                               |       |
| الوجه : 2012 - 1433 10 عشر سنتيمات | الوجه : 2012 - 1433 10 عشر سنتيمات | العكس : المملكة المغربية      | العكس : المملكة المغربية      |       |
| الكتلة 3 غ                         | المعدن نحاس أصفر مطلي فولاذ        | القطر 20 مم                   | السُمك 1.4 مم                  |       |
| المصمم(ون)                         | المصمم(ون)                         | الحواف مسكوكة                 | الحواف مسكوكة                 |       |
| الطرازات 2012                      | الطرازات 2012                      | القيمة الاسمية 0.1 درهم مغربي | القيمة الاسمية 0.1 درهم مغربي |       |
|                                    |                                    |                               |                               |       |

| \| \|                              | \| \|                              | \| \|                         | \| \|                         | \| \| |
| ---------------------------------- | ---------------------------------- | ----------------------------- | ----------------------------- | ----- |
| 10 سنتيم مغربي معدني (2013)        |                                    |                               |                               |       |
| الوجه : 2013 - 1434 10 عشر سنتيمات | الوجه : 2013 - 1434 10 عشر سنتيمات | العكس : المملكة المغربية      | العكس : المملكة المغربية      |       |
| الكتلة 3 غ                         | المعدن نحاس أصفر مطلي فولاذ        | القطر 20 مم                   | السُمك 1.4 مم                  |       |
| المصمم(ون)                         | المصمم(ون)                         | الحواف مسكوكة                 | الحواف مسكوكة                 |       |
| الطرازات 2013                      | الطرازات 2013                      | القيمة الاسمية 0.1 درهم مغربي | القيمة الاسمية 0.1 درهم مغربي |       |
|                                    |                                    |                               |                               |       |

| \| \|                              | \| \|                              | \| \|                         | \| \|                         | \| \| |
| ---------------------------------- | ---------------------------------- | ----------------------------- | ----------------------------- | ----- |
| 10 سنتيم مغربي معدني (2014)        |                                    |                               |                               |       |
| الوجه : 2014 - 1435 10 عشر سنتيمات | الوجه : 2014 - 1435 10 عشر سنتيمات | العكس : المملكة المغربية      | العكس : المملكة المغربية      |       |
| الكتلة 3 غ                         | المعدن نحاس أصفر مطلي فولاذ        | القطر 20 مم                   | السُمك 1.4 مم                  |       |
| المصمم(ون)                         | المصمم(ون)                         | الحواف مسكوكة                 | الحواف مسكوكة                 |       |
| الطرازات 2014                      | الطرازات 2014                      | القيمة الاسمية 0.1 درهم مغربي | القيمة الاسمية 0.1 درهم مغربي |       |
|                                    |                                    |                               |                               |       |

| \| \|                              | \| \|                              | \| \|                         | \| \|                         | \| \| |
| ---------------------------------- | ---------------------------------- | ----------------------------- | ----------------------------- | ----- |
| 10 سنتيم مغربي معدني (2015)        |                                    |                               |                               |       |
| الوجه : 2015 - 1436 10 عشر سنتيمات | الوجه : 2015 - 1436 10 عشر سنتيمات | العكس : المملكة المغربية      | العكس : المملكة المغربية      |       |
| الكتلة 3 غ                         | المعدن نحاس أصفر مطلي فولاذ        | القطر 20 مم                   | السُمك 1.4 مم                  |       |
| المصمم(ون)                         | المصمم(ون)                         | الحواف مسكوكة                 | الحواف مسكوكة                 |       |
| الطرازات 2015                      | الطرازات 2015                      | القيمة الاسمية 0.1 درهم مغربي | القيمة الاسمية 0.1 درهم مغربي |       |
|                                    |                                    |                               |                               |       |

| \| \|                              | \| \|                              | \| \|                         | \| \|                         | \| \| |
| ---------------------------------- | ---------------------------------- | ----------------------------- | ----------------------------- | ----- |
| 10 سنتيم مغربي معدني (2016)        |                                    |                               |                               |       |
| الوجه : 2016 - 1437 10 عشر سنتيمات | الوجه : 2016 - 1437 10 عشر سنتيمات | العكس : المملكة المغربية      | العكس : المملكة المغربية      |       |
| الكتلة 3 غ                         | المعدن نحاس أصفر مطلي فولاذ        | القطر 20 مم                   | السُمك 1.4 مم                  |       |
| المصمم(ون)                         | المصمم(ون)                         | الحواف مسكوكة                 | الحواف مسكوكة                 |       |
| الطرازات 2016                      | الطرازات 2016                      | القيمة الاسمية 0.1 درهم مغربي | القيمة الاسمية 0.1 درهم مغربي |       |
|                                    |                                    |                               |                               |       |

| \| \|                              | \| \|                              | \| \|                         | \| \|                         | \| \| |
| ---------------------------------- | ---------------------------------- | ----------------------------- | ----------------------------- | ----- |
| 10 سنتيم مغربي معدني (2017)        |                                    |                               |                               |       |
| الوجه : 2017 - 1438 10 عشر سنتيمات | الوجه : 2017 - 1438 10 عشر سنتيمات | العكس : المملكة المغربية      | العكس : المملكة المغربية      |       |
| الكتلة 3 غ                         | المعدن نحاس أصفر مطلي فولاذ        | القطر 20 مم                   | السُمك 1.4 مم                  |       |
| المصمم(ون)                         | المصمم(ون)                         | الحواف مسكوكة                 | الحواف مسكوكة                 |       |
| الطرازات 2017                      | الطرازات 2017                      | القيمة الاسمية 0.1 درهم مغربي | القيمة الاسمية 0.1 درهم مغربي |       |
|                                    |                                    |                               |                               |       |

| \| \|                              | \| \|                              | \| \|                         | \| \|                         | \| \| |
| ---------------------------------- | ---------------------------------- | ----------------------------- | ----------------------------- | ----- |
| 10 سنتيم مغربي معدني (2018)        |                                    |                               |                               |       |
| الوجه : 2018 - 1439 10 عشر سنتيمات | الوجه : 2018 - 1439 10 عشر سنتيمات | العكس : المملكة المغربية      | العكس : المملكة المغربية      |       |
| الكتلة 3 غ                         | المعدن نحاس أصفر مطلي فولاذ        | القطر 20 مم                   | السُمك 1.4 مم                  |       |
| المصمم(ون)                         | المصمم(ون)                         | الحواف مسكوكة                 | الحواف مسكوكة                 |       |
| الطرازات 2018                      | الطرازات 2018                      | القيمة الاسمية 0.1 درهم مغربي | القيمة الاسمية 0.1 درهم مغربي |       |
|                                    |                                    |                               |                               |       |

| \| \|                              | \| \|                              | \| \|                         | \| \|                         | \| \| |
| ---------------------------------- | ---------------------------------- | ----------------------------- | ----------------------------- | ----- |
| 10 سنتيم مغربي معدني (2019)        |                                    |                               |                               |       |
| الوجه : 2019 - 1440 10 عشر سنتيمات | الوجه : 2019 - 1440 10 عشر سنتيمات | العكس : المملكة المغربية      | العكس : المملكة المغربية      |       |
| الكتلة 3 غ                         | المعدن نحاس أصفر مطلي فولاذ        | القطر 20 مم                   | السُمك 1.4 مم                  |       |
| المصمم(ون)                         | المصمم(ون)                         | الحواف مسكوكة                 | الحواف مسكوكة                 |       |
| الطرازات 2019                      | الطرازات 2019                      | القيمة الاسمية 0.1 درهم مغربي | القيمة الاسمية 0.1 درهم مغربي |       |
|                                    |                                    |                               |                               |       |

| \| \|                              | \| \|                              | \| \|                         | \| \|                         | \| \| |
| ---------------------------------- | ---------------------------------- | ----------------------------- | ----------------------------- | ----- |
| 10 سنتيم مغربي معدني (2020)        |                                    |                               |                               |       |
| الوجه : 2020 - 1441 10 عشر سنتيمات | الوجه : 2020 - 1441 10 عشر سنتيمات | العكس : المملكة المغربية      | العكس : المملكة المغربية      |       |
| الكتلة 3 غ                         | المعدن نحاس أصفر مطلي فولاذ        | القطر 20 مم                   | السُمك 1.4 مم                  |       |
| المصمم(ون)                         | المصمم(ون)                         | الحواف مسكوكة                 | الحواف مسكوكة                 |       |
| الطرازات 2020                      | الطرازات 2020                      | القيمة الاسمية 0.1 درهم مغربي | القيمة الاسمية 0.1 درهم مغربي |       |
|                                    |                                    |                               |                               |       |

| \| \|                              | \| \|                              | \| \|                         | \| \|                         | \| \| |
| ---------------------------------- | ---------------------------------- | ----------------------------- | ----------------------------- | ----- |
| 10 سنتيم مغربي معدني (2021)        |                                    |                               |                               |       |
| الوجه : 2021 - 1442 10 عشر سنتيمات | الوجه : 2021 - 1442 10 عشر سنتيمات | العكس : المملكة المغربية      | العكس : المملكة المغربية      |       |
| الكتلة 3 غ                         | المعدن نحاس أصفر مطلي فولاذ        | القطر 20 مم                   | السُمك 1.4 مم                  |       |
| المصمم(ون)                         | المصمم(ون)                         | الحواف مسكوكة                 | الحواف مسكوكة                 |       |
| الطرازات 2021                      | الطرازات 2021                      | القيمة الاسمية 0.1 درهم مغربي | القيمة الاسمية 0.1 درهم مغربي |       |
|                                    |                                    |                               |                               |       |

| \| \|                              | \| \|                              | \| \|                         | \| \|                         | \| \| |
| ---------------------------------- | ---------------------------------- | ----------------------------- | ----------------------------- | ----- |
| 10 سنتيم مغربي معدني (2022)        |                                    |                               |                               |       |
| الوجه : 2022 - 1443 10 عشر سنتيمات | الوجه : 2022 - 1443 10 عشر سنتيمات | العكس : المملكة المغربية      | العكس : المملكة المغربية      |       |
| الكتلة 3 غ                         | المعدن نحاس أصفر مطلي فولاذ        | القطر 20 مم                   | السُمك 1.4 مم                  |       |
| المصمم(ون)                         | المصمم(ون)                         | الحواف مسكوكة                 | الحواف مسكوكة                 |       |
| الطرازات 2022                      | الطرازات 2022                      | القيمة الاسمية 0.1 درهم مغربي | القيمة الاسمية 0.1 درهم مغربي |       |
|                                    |                                    |                               |                               |       |

| \| \|                              | \| \|                              | \| \|                         | \| \|                         | \| \| |
| ---------------------------------- | ---------------------------------- | ----------------------------- | ----------------------------- | ----- |
| 10 سنتيم مغربي معدني (2023)        |                                    |                               |                               |       |
| الوجه : 2023 - 1445 10 عشر سنتيمات | الوجه : 2023 - 1445 10 عشر سنتيمات | العكس : المملكة المغربية      | العكس : المملكة المغربية      |       |
| الكتلة 3 غ                         | المعدن نحاس أصفر مطلي فولاذ        | القطر 20 مم                   | السُمك 1.4 مم                  |       |
| المصمم(ون)                         | المصمم(ون)                         | الحواف مسكوكة                 | الحواف مسكوكة                 |       |
| الطرازات 2023                      | الطرازات 2023                      | القيمة الاسمية 0.1 درهم مغربي | القيمة الاسمية 0.1 درهم مغربي |       |
|                                    |                                    |                               |                               |       |

#### 20 سنتيم
| \| \|                               | \| \|                               | \| \|                                 | \| \|                                 | \| \| |
| ----------------------------------- | ----------------------------------- | ------------------------------------- | ------------------------------------- | ----- |
| 20 سنتيم مغربي معدني (1974)         |                                     |                                       |                                       |       |
| الوجه : 1974 - 1394 20 عشرون سنتيما | الوجه : 1974 - 1394 20 عشرون سنتيما | العكس : الحسن الثاني المملكة المغربية | العكس : الحسن الثاني المملكة المغربية |       |
| الكتلة 4 غ                          | المعدن نحاس-ألمنيوم-نيكل            | القطر 23 مم                           | السُمك 1.3 مم                          |       |
| المصمم(ون)                          | المصمم(ون)                          | الحواف مسكوكة                         | الحواف مسكوكة                         |       |
| الطرازات 1974                       | الطرازات 1974                       | القيمة الاسمية 0.2 درهم مغربي         | القيمة الاسمية 0.2 درهم مغربي         |       |
|                                     |                                     |                                       |                                       |       |

| \| \|                               | \| \|                               | \| \|                         | \| \|                         | \| \| |
| ----------------------------------- | ----------------------------------- | ----------------------------- | ----------------------------- | ----- |
| 20 سنتيم مغربي معدني (1987)         |                                     |                               |                               |       |
| الوجه : 1987 - 1407 20 عشرون سنتيما | الوجه : 1987 - 1407 20 عشرون سنتيما | العكس : المملكة المغربية      | العكس : المملكة المغربية      |       |
| الكتلة 4 غ                          | المعدن نحاس-ألمنيوم-نيكل            | القطر 23 مم                   | السُمك 1.3 مم                  |       |
| المصمم(ون)                          | المصمم(ون)                          | الحواف مسكوكة                 | الحواف مسكوكة                 |       |
| الطرازات 1987                       | الطرازات 1987                       | القيمة الاسمية 0.2 درهم مغربي | القيمة الاسمية 0.2 درهم مغربي |       |
|                                     |                                     |                               |                               |       |

| \| \|                               | \| \|                                     | \| \|                         | \| \|                         | \| \| |
| ----------------------------------- | ----------------------------------------- | ----------------------------- | ----------------------------- | ----- |
| 20 سنتيم مغربي معدني (2002)         |                                           |                               |                               |       |
| الوجه : 2002 - 1423 20 عشرون سنتيما | الوجه : 2002 - 1423 20 عشرون سنتيما       | العكس : المملكة المغربية      | العكس : المملكة المغربية      |       |
| الكتلة 4 غ                          | المعدن النحاس والألومنيوم والزنك والقصدير | القطر 23 مم                   | السُمك 1.45 مم                 |       |
| المصمم(ون)                          | المصمم(ون)                                | الحواف مسكوكة                 | الحواف مسكوكة                 |       |
| الطرازات 2002                       | الطرازات 2002                             | القيمة الاسمية 0.2 درهم مغربي | القيمة الاسمية 0.2 درهم مغربي |       |
|                                     |                                           |                               |                               |       |

| \| \|                               | \| \|                               | \| \|                         | \| \|                         | \| \| |
| ----------------------------------- | ----------------------------------- | ----------------------------- | ----------------------------- | ----- |
| 20 سنتيم مغربي معدني (2011)         |                                     |                               |                               |       |
| الوجه : 2011 - 1432 20 عشرون سنتيما | الوجه : 2011 - 1432 20 عشرون سنتيما | العكس : المملكة المغربية      | العكس : المملكة المغربية      |       |
| الكتلة 4 غ                          | المعدن نحاس أصفر مطلي فولاذ         | القطر 23 مم                   | السُمك 1.5 مم                  |       |
| المصمم(ون)                          | المصمم(ون)                          | الحواف مسكوكة                 | الحواف مسكوكة                 |       |
| الطرازات 2011                       | الطرازات 2011                       | القيمة الاسمية 0.2 درهم مغربي | القيمة الاسمية 0.2 درهم مغربي |       |
|                                     |                                     |                               |                               |       |

| \| \|                               | \| \|                               | \| \|                         | \| \|                         | \| \| |
| ----------------------------------- | ----------------------------------- | ----------------------------- | ----------------------------- | ----- |
| 20 سنتيم مغربي معدني (2012)         |                                     |                               |                               |       |
| الوجه : 2012 - 1433 20 عشرون سنتيما | الوجه : 2012 - 1433 20 عشرون سنتيما | العكس : المملكة المغربية      | العكس : المملكة المغربية      |       |
| الكتلة 4 غ                          | المعدن نحاس أصفر مطلي فولاذ         | القطر 23 مم                   | السُمك 1.5 مم                  |       |
| المصمم(ون)                          | المصمم(ون)                          | الحواف مسكوكة                 | الحواف مسكوكة                 |       |
| الطرازات 2012                       | الطرازات 2012                       | القيمة الاسمية 0.2 درهم مغربي | القيمة الاسمية 0.2 درهم مغربي |       |
|                                     |                                     |                               |                               |       |

| \| \|                               | \| \|                               | \| \|                         | \| \|                         | \| \| |
| ----------------------------------- | ----------------------------------- | ----------------------------- | ----------------------------- | ----- |
| 20 سنتيم مغربي معدني (2013)         |                                     |                               |                               |       |
| الوجه : 2013 - 1434 20 عشرون سنتيما | الوجه : 2013 - 1434 20 عشرون سنتيما | العكس : المملكة المغربية      | العكس : المملكة المغربية      |       |
| الكتلة 4 غ                          | المعدن نحاس أصفر مطلي فولاذ         | القطر 23 مم                   | السُمك 1.5 مم                  |       |
| المصمم(ون)                          | المصمم(ون)                          | الحواف مسكوكة                 | الحواف مسكوكة                 |       |
| الطرازات 2013                       | الطرازات 2013                       | القيمة الاسمية 0.2 درهم مغربي | القيمة الاسمية 0.2 درهم مغربي |       |
|                                     |                                     |                               |                               |       |

| \| \|                               | \| \|                               | \| \|                         | \| \|                         | \| \| |
| ----------------------------------- | ----------------------------------- | ----------------------------- | ----------------------------- | ----- |
| 20 سنتيم مغربي معدني (2014)         |                                     |                               |                               |       |
| الوجه : 2014 - 1435 20 عشرون سنتيما | الوجه : 2014 - 1435 20 عشرون سنتيما | العكس : المملكة المغربية      | العكس : المملكة المغربية      |       |
| الكتلة 4 غ                          | المعدن نحاس أصفر مطلي فولاذ         | القطر 23 مم                   | السُمك 1.5 مم                  |       |
| المصمم(ون)                          | المصمم(ون)                          | الحواف مسكوكة                 | الحواف مسكوكة                 |       |
| الطرازات 2014                       | الطرازات 2014                       | القيمة الاسمية 0.2 درهم مغربي | القيمة الاسمية 0.2 درهم مغربي |       |
|                                     |                                     |                               |                               |       |

| \| \|                               | \| \|                               | \| \|                         | \| \|                         | \| \| |
| ----------------------------------- | ----------------------------------- | ----------------------------- | ----------------------------- | ----- |
| 20 سنتيم مغربي معدني (2015)         |                                     |                               |                               |       |
| الوجه : 2015 - 1436 20 عشرون سنتيما | الوجه : 2015 - 1436 20 عشرون سنتيما | العكس : المملكة المغربية      | العكس : المملكة المغربية      |       |
| الكتلة 4 غ                          | المعدن نحاس أصفر مطلي فولاذ         | القطر 23 مم                   | السُمك 1.5 مم                  |       |
| المصمم(ون)                          | المصمم(ون)                          | الحواف مسكوكة                 | الحواف مسكوكة                 |       |
| الطرازات 2015                       | الطرازات 2015                       | القيمة الاسمية 0.2 درهم مغربي | القيمة الاسمية 0.2 درهم مغربي |       |
|                                     |                                     |                               |                               |       |

| \| \|                               | \| \|                               | \| \|                         | \| \|                         | \| \| |
| ----------------------------------- | ----------------------------------- | ----------------------------- | ----------------------------- | ----- |
| 20 سنتيم مغربي معدني (2016)         |                                     |                               |                               |       |
| الوجه : 2016 - 1437 20 عشرون سنتيما | الوجه : 2016 - 1437 20 عشرون سنتيما | العكس : المملكة المغربية      | العكس : المملكة المغربية      |       |
| الكتلة 4 غ                          | المعدن نحاس أصفر مطلي فولاذ         | القطر 23 مم                   | السُمك 1.5 مم                  |       |
| المصمم(ون)                          | المصمم(ون)                          | الحواف مسكوكة                 | الحواف مسكوكة                 |       |
| الطرازات 2016                       | الطرازات 2016                       | القيمة الاسمية 0.2 درهم مغربي | القيمة الاسمية 0.2 درهم مغربي |       |
|                                     |                                     |                               |                               |       |

| \| \|                               | \| \|                               | \| \|                         | \| \|                         | \| \| |
| ----------------------------------- | ----------------------------------- | ----------------------------- | ----------------------------- | ----- |
| 20 سنتيم مغربي معدني (2017)         |                                     |                               |                               |       |
| الوجه : 2017 - 1438 20 عشرون سنتيما | الوجه : 2017 - 1438 20 عشرون سنتيما | العكس : المملكة المغربية      | العكس : المملكة المغربية      |       |
| الكتلة 4 غ                          | المعدن نحاس أصفر مطلي فولاذ         | القطر 23 مم                   | السُمك 1.5 مم                  |       |
| المصمم(ون)                          | المصمم(ون)                          | الحواف مسكوكة                 | الحواف مسكوكة                 |       |
| الطرازات 2017                       | الطرازات 2017                       | القيمة الاسمية 0.2 درهم مغربي | القيمة الاسمية 0.2 درهم مغربي |       |
|                                     |                                     |                               |                               |       |

| \| \|                               | \| \|                               | \| \|                         | \| \|                         | \| \| |
| ----------------------------------- | ----------------------------------- | ----------------------------- | ----------------------------- | ----- |
| 20 سنتيم مغربي معدني (2018)         |                                     |                               |                               |       |
| الوجه : 2018 - 1439 20 عشرون سنتيما | الوجه : 2018 - 1439 20 عشرون سنتيما | العكس : المملكة المغربية      | العكس : المملكة المغربية      |       |
| الكتلة 4 غ                          | المعدن نحاس أصفر مطلي فولاذ         | القطر 23 مم                   | السُمك 1.5 مم                  |       |
| المصمم(ون)                          | المصمم(ون)                          | الحواف مسكوكة                 | الحواف مسكوكة                 |       |
| الطرازات 2018                       | الطرازات 2018                       | القيمة الاسمية 0.2 درهم مغربي | القيمة الاسمية 0.2 درهم مغربي |       |
|                                     |                                     |                               |                               |       |

| \| \|                               | \| \|                               | \| \|                         | \| \|                         | \| \| |
| ----------------------------------- | ----------------------------------- | ----------------------------- | ----------------------------- | ----- |
| 20 سنتيم مغربي معدني (2019)         |                                     |                               |                               |       |
| الوجه : 2019 - 1440 20 عشرون سنتيما | الوجه : 2019 - 1440 20 عشرون سنتيما | العكس : المملكة المغربية      | العكس : المملكة المغربية      |       |
| الكتلة 4 غ                          | المعدن نحاس أصفر مطلي فولاذ         | القطر 23 مم                   | السُمك 1.5 مم                  |       |
| المصمم(ون)                          | المصمم(ون)                          | الحواف مسكوكة                 | الحواف مسكوكة                 |       |
| الطرازات 2019                       | الطرازات 2019                       | القيمة الاسمية 0.2 درهم مغربي | القيمة الاسمية 0.2 درهم مغربي |       |
|                                     |                                     |                               |                               |       |

| \| \|                               | \| \|                               | \| \|                         | \| \|                         | \| \| |
| ----------------------------------- | ----------------------------------- | ----------------------------- | ----------------------------- | ----- |
| 20 سنتيم مغربي معدني (2020)         |                                     |                               |                               |       |
| الوجه : 2020 - 1441 20 عشرون سنتيما | الوجه : 2020 - 1441 20 عشرون سنتيما | العكس : المملكة المغربية      | العكس : المملكة المغربية      |       |
| الكتلة 4 غ                          | المعدن نحاس أصفر مطلي فولاذ         | القطر 23 مم                   | السُمك 1.5 مم                  |       |
| المصمم(ون)                          | المصمم(ون)                          | الحواف مسكوكة                 | الحواف مسكوكة                 |       |
| الطرازات 2020                       | الطرازات 2020                       | القيمة الاسمية 0.2 درهم مغربي | القيمة الاسمية 0.2 درهم مغربي |       |
|                                     |                                     |                               |                               |       |

| \| \|                               | \| \|                               | \| \|                         | \| \|                         | \| \| |
| ----------------------------------- | ----------------------------------- | ----------------------------- | ----------------------------- | ----- |
| 20 سنتيم مغربي معدني (2021)         |                                     |                               |                               |       |
| الوجه : 2021 - 1442 20 عشرون سنتيما | الوجه : 2021 - 1442 20 عشرون سنتيما | العكس : المملكة المغربية      | العكس : المملكة المغربية      |       |
| الكتلة 4 غ                          | المعدن نحاس أصفر مطلي فولاذ         | القطر 23 مم                   | السُمك 1.5 مم                  |       |
| المصمم(ون)                          | المصمم(ون)                          | الحواف مسكوكة                 | الحواف مسكوكة                 |       |
| الطرازات 2021                       | الطرازات 2021                       | القيمة الاسمية 0.2 درهم مغربي | القيمة الاسمية 0.2 درهم مغربي |       |
|                                     |                                     |                               |                               |       |

| \| \|                               | \| \|                               | \| \|                         | \| \|                         | \| \| |
| ----------------------------------- | ----------------------------------- | ----------------------------- | ----------------------------- | ----- |
| 20 سنتيم مغربي معدني (2022)         |                                     |                               |                               |       |
| الوجه : 2022 - 1443 20 عشرون سنتيما | الوجه : 2022 - 1443 20 عشرون سنتيما | العكس : المملكة المغربية      | العكس : المملكة المغربية      |       |
| الكتلة 4 غ                          | المعدن نحاس أصفر مطلي فولاذ         | القطر 23 مم                   | السُمك 1.5 مم                  |       |
| المصمم(ون)                          | المصمم(ون)                          | الحواف مسكوكة                 | الحواف مسكوكة                 |       |
| الطرازات 2022                       | الطرازات 2022                       | القيمة الاسمية 0.2 درهم مغربي | القيمة الاسمية 0.2 درهم مغربي |       |
|                                     |                                     |                               |                               |       |

| \| \|                               | \| \|                               | \| \|                         | \| \|                         | \| \| |
| ----------------------------------- | ----------------------------------- | ----------------------------- | ----------------------------- | ----- |
| 20 سنتيم مغربي معدني (2023)         |                                     |                               |                               |       |
| الوجه : 2023 - 1445 20 عشرون سنتيما | الوجه : 2023 - 1445 20 عشرون سنتيما | العكس : المملكة المغربية      | العكس : المملكة المغربية      |       |
| الكتلة 4 غ                          | المعدن نحاس أصفر مطلي فولاذ         | القطر 23 مم                   | السُمك 1.5 مم                  |       |
| المصمم(ون)                          | المصمم(ون)                          | الحواف مسكوكة                 | الحواف مسكوكة                 |       |
| الطرازات 2023                       | الطرازات 2023                       | القيمة الاسمية 0.2 درهم مغربي | القيمة الاسمية 0.2 درهم مغربي |       |
|                                     |                                     |                               |                               |       |

#### 50 سنتيم
| \| \|                               | \| \|                               | \| \|                                 | \| \|                                 | \| \| |
| ----------------------------------- | ----------------------------------- | ------------------------------------- | ------------------------------------- | ----- |
| 50 سنتيم مغربي معدني (1974)         |                                     |                                       |                                       |       |
| الوجه : 1394 - 1974 50 خمسون سنتيما | الوجه : 1394 - 1974 50 خمسون سنتيما | العكس : الحسن الثاني المملكة المغربية | العكس : الحسن الثاني المملكة المغربية |       |
| الكتلة 4 غ                          | المعدن نحاس - نيكل                  | القطر 21 مم                           | السُمك 1.55 مم                         |       |
| المصمم(ون)                          | المصمم(ون)                          | الحواف مسكوكة                         | الحواف مسكوكة                         |       |
| الطرازات 1974                       | الطرازات 1974                       | القيمة الاسمية 0.5 درهم مغربي         | القيمة الاسمية 0.5 درهم مغربي         |       |
|                                     |                                     |                                       |                                       |       |